# Mieczysław Cichoń
Mieczysław Cichoń – polski matematyk, doktor habilitowany nauk matematycznych. Specjalizuje się w inkluzjach różniczkowych oraz równaniach różniczkowych. Adiunkt na Wydziale Matematyki i Informatyki Uniwersytetu im. Adama Mickiewicza w Poznaniu.

## Życiorys
Stopień naukowy doktora uzyskał w 1992 na podstawie pracy pt. Zastosowanie miar niezwartości w teorii inkluzji różniczkowych w przestrzeniach Banacha, przygotowanej pod kierunkiem prof. Ireneusza Kubiaczyka. Habilitował się w 2006 na podstawie dorobku naukowego i rozprawy pt. O rozwiązaniach równań i inkluzji różniczkowych w przestrzeniach Banacha. Pracuje jako adiunkt w Zakładzie Równań Różniczkowych Wydziału Matematyki i Informatyki UAM.
Artykuły publikował w takich czasopismach jak m.in. "Nonlinear Analysis: Theory, Methods & Applications", "Journal of Mathematical Analysis and Applications", "Applied Mathematics and Computation" czy "Applied Mathematics Letters".